# Транспорт Мытищ
Общественный транспорт обсуживающий Мытищи представляет собой сеть автобусных маршрутов и железнодорожным сообщением которым связывает Мытищи с центром Москвы.

## Железнодорожное сообщение
С центром города Мытищи связывает прежде всего Ярославское направление Московской железной дороги, существенно реконструированное в 2003 году. В Мытищах расположено 5 станций и остановочных пунктов: Мытищи, Перловская, Тайнинская, Строитель, Челюскинская.
После реконструкции Ярославской железной дороги до станции Мытищи в 2004 был пущен первый скоростной пригородный поезд «Спутник», который доезжает до Ярославского вокзала всего за 18 минут, однако имеет слишком большие интервалы в дневное время и высокую стоимость проезда: в 2004 г. — 18 рублей, в 2005 г. — 30 рублей, в 2008 г. — 60 рублей, в 2009 г. — 80 рублей, с 2010 г. — 90 рублей в один конец. В 2008 году тактовое скоростное движение было продлено до станций Пушкино и Болшево.

## Автобусное сообщение
Автобусное обслуживание населения осуществлется ГУП МО «Мострансавто» (а/к 1375 , ООО «Автолайн-Мытищи», ООО «ККБ-БУСЛАЙН» (маршрут 16), ООО "Трансавтопрестиж" (Максавто), ООО «ТрансИнвест» (Трансэкспресс), ООО «КомБАТ», ООО «Домтрансавто», ООО "Ранд-Транс". Через Мытищи по Ярославскому шоссе проходят маршруты других компаний-перевозчиков, следующих из от станции метро ВДНХ  в Подмосковные города: Королёв, Пушкино, Ивантеевку, Сергиев Посад и другие города северо-восточного направления.
По  Мытищам курсируют маршруты (курсивом указаны микроавтобусные маршруты, жирным - маршруты с предоставлением льгот):
| № маршрута                           | Станции метро или железной дороги            | Конечные остановки                                                   | Остановка на основных улицах                                                                                          | Обслуживающая компания            |
| ------------------------------------ | -------------------------------------------- | -------------------------------------------------------------------- | --- | --------------------------------- |
| 1                                    | Мытищи, Строитель                            | мкр. Челюскинский - 6 микрорайон                                     | ул. Силикатная, Новомытищинский пр-т, Лётная ул. (обратно - Юбилейная ул.)                                            | Мострансавто (а/к №1375)          |
| 2                                    | Тайнинская, Перловская                       | ул. Борисовка - Тайнинское                                           | Новомытищинский пр-т (обратно - через ул. Лётная и Сукромка), ул. Мира, Октябрьский пр-т                              | Мострансавто (а/к №1375)          |
| 3                                    | Перловская                                   | пл. Перловская - мкр. Дружба (часть рейсов ст. Мытищи - мкр. Дружба) | ул. 1-я Вокзальная, Ярославское шоссе, ул. Карла Либкнехта, ул. Октябрьская, ул. 4-я Парковая                         | Мострансавто (а/к №1375)          |
| 4                                    | Мытищи                                       | ст. Мытищи - НИИОХ                                                   | Новомытищинский пр-т                                                                                                  | Домтрансавто                      |
| 5                                    | Мытищи                                       | ст. Мытищи - мкр. Леонидовка                                         | ул. Ак. Каргина, ул. Попова                                                                                           | Мострансавто (а/к №1375)          |
| 6                                    | Мытищи, Строитель                            | ст. Мытищи - Электросеть                                             | Силикатная ул., Угольная ул. (обратно - Олимпийский пр-т, ул. Белобородова)                                           | Мострансавто (а/к №1375)          |
| 7                                    | Мытищи, Тайнинская, Перловская               | ст. Мытищи - с. Тайнинское                                           | Новомытищинский пр-т, ул. Мира, Октябрьский пр-т                                                                      | Мострансавто (а/к №1375)          |
| 8                                    | Мытищи                                       | ст. Мытищи - ЖК Новое Медведково                                     | Новомытищинский пр-т, ул. Колпакова, пр-т Астрахова                                                                   | Автолайн-Мытищи                   |
| 9                                    | Мытищи, Строитель                            | мкр. Челюскинский - ул. Благовещенская                               | ул. Силикатная, Новомытищинский пр-т                                                                                  | Трансэкспресс, АвтоМИГ            |
| 10                                   | Мытищи                                       | мкр. Леонидовка - ул. Сукромка                                       | ул. Попова, ул. Ак. Каргина, Новомытищинский пр-т, Лётная ул.                                                         | Мострансавто (а/к №1375)          |
| 11                                   | Мытищи                                       | ст. Мытищи - 6 микрорайон - ст. Мытищи                               | Новомытищинский пр-т, ул. Мира, ул. Юбилейная, ул. Сукромка, ул. Мира, Новомытищинский пр-т                           | Домтрансавто                      |
| 12                                   | Мытищи, Тайнинская, Перловская               | МГКБ - Храм Благовещения                                             | ул. Ак. Каргина, Олимпийский пр-т, Новомытищинский пр-т, ул. Мира, Октябрьский пр-т                                   | Транс-Инвест                      |
| 13                                   | Мытищи                                       | мкр. Леонидовка - 6 микрорайон                                       | ул. Попова, ул. Ак. Каргина, Новомытищинский пр-т, Юбилейная ул. (обратно - Лётная ул.)                               | Автолайн-Мытищи, Трансавтопрестиж |
| 14                                   | Мытищи                                       | ул. Терешковой - ул. Индустриальная                                  | ул. Терешковой, Новомытищинский пр-т, Силикатная ул.                                                                  | Трансавтопрестиж                  |
| 15                                   | Мытищи                                       | ст. Мытищи - Челобитьево (часть рейсов следует до Лесного массива)   | Новомытищинский пр-т, ул. Колпакова, Волковское шоссе, Осташковское шоссе                                             | Мострансавто (а/к №1375)          |
| 16                                   | Мытищи                                       | ул. Кедрина - МГСУ                                                   | Новомытищинский пр-т, Олимпийский пр-т                                                                                | ККБ-Буслайн                       |
| 17                                   | Мытищи                                       | мкр. Дружба - ст. Мытищи                                             | Новомытищинский проспект, ул. Мира, МКАД, ул. Октябрьская                                                             | Мострансавто (а/к №1375)          |
| 17к                                  | Мытищи                                       | НИИОХ - мкр. Дружба                                                  | Новомытищинский проспект, Олимпийский проспект, Ярославское шоссе, ул. Октябрьская                                    | Мострансавто (а/к №1375)          |
| 18                                   | Мытищи                                       | Ст. Мытищи - ул. Благовещенская                                      | Олимпийский пр-т, ул. Белобородова, ул. Комарова, Новомытищинский пр-т, ул. Колпакова, ул. Лётная, ул. Благовещенская | Транс-Инвест                      |
| 19                                   | Строитель, Мытищи                            | пл. Строитель — 14-й микрорайон                                      | ул. 2-я Институтская, Ярославское шоссе, Новомытищинский пр-т, ул. Мира, ул. Борисовка, ул. Сукромка, ул. Юбилейная   | Мострансавто (а/к №1375)          |
| 20                                   | Мытищи                                       | ст. Мытищи - ул. Троицкая (м-н "Ковчег")                             | Новомытищинский пр-т, ул. Лётная, ул. Троицкая                                                                        | Транс-Инвест                      |
| 21                                   | Мытищи                                       | ст. Мытищи - ул. Акад. Каргина, 38                                   | ул. Акад. Каргина | Максавто                          |
| 22                                   | Мытищи                                       | ст. Мытищи - п. Пироговский                                          | Олимпийский просп., Пироговское шоссе, п. Пироговский                                                                 | Домтрансавто                      |
| 23                                   | Мытищи                                       | ст. Мытищи — п. Пестово                                              | Олимпийский просп., Пироговское шоссе                                                                                 | Мострансавто (а/к №1375)          |
| 24                                   | Мытищи, Тайнинская, Перловская, Долгопрудная | ст. Мытищи — платф. Долгопрудная                                     | Новомытищинский пр-т, ул. Мира, Октябрьский пр-т, МКАД                                                                | Домтрансавто                      |
| 25                                   | Мытищи, Тайнинская, Перловская, Лобня        | ст. Мытищи — ст. Лобня                                               | Новомытищинский пр-т, ул. Мира, Октябрьский пр-т, МКАД                                                                | Домтрансавто                      |
| 26                                   | Мытищи                                       | ст. Мытищи — Чиверёво                                                | Олимпийский просп., Пироговское шоссе, п. Пироговский                                                                 | Мострансавто (а/к №1375)          |
| 27                                   | Строитель, Мытищи, Тайнинская, Перловская    | Стрелковая ул. — ул. Трудовая                                        | Силикатная ул., Новомытищинский пр-т, ул. Мира, Октябрьский пр-т, Трудовая ул.                                        | Транс-Инвест                      |
| 28                                   | Болшево, Подлипки-Дачные, Мытищи             | ул. Силикатная - ст. Мытищи                                          | пр-т Космонавтов, пр-т Королёва, ул. Пионерская, Ярославское шоссе, ул. Попова, ул. Ак.Каргина                        | Домтрансавто                      |
| 31                                   | Мытищи                                       | ст. Мытищи - Марфино                                                 | Олимпийский просп., Пироговское шоссе                                                                                 | Домтрансавто                      |
| 32к                                  | ст. Подлипки-Дачные                          | Подлипки-Дачные - МГУ Леса                                           | Болшевское шоссе, ул. 2-я Институтская                                                                                | Ранд-Транс                        |
| 34                                   | Мытищи                                       | ст. Мытищи — Здравница                                               | Олимпийский пр-т, Пироговское шоссе                                                                                   | Автолайн-Мытищи                   |
| 77                                   | Мытищи                                       | м/р Леонидовка — ТРЦ «Июнь»                                          | ул. Попова, ст. Мытищи, Новомытищинский пр-т, НИИОХ, ул. Лётная, ул. Мира                                             | ООО «КомБАТ»                      |
| 166                                  | Медведково                                   | П. Пироговский — Медведково                                          | п. Пироговский, Осташковское шоссе                                                                                    | Автолайн-Мытищи                   |
| 169                                  | Медведково                                   | Лётная ул. — Медведково                                              | Лётная ул., ул. Колпакова, Волковское шоссе, Осташковское шоссе                                                       | Автолайн-Мытищи                   |
| 170                                  | Медведково                                   | Юбилейная ул. — Медведково                                           | Юбилейная ул., ул. Мира, Волковское шоссе, Осташковское шоссе                                                         | Автолайн-Мытищи                   |
| 177                                  | Мытищи, Медведково                           | ст. Мытищи — Медведково                                              | Новомытищинский пр-т, ул. Колпакова, Волковское шоссе, Осташковское шоссе                                             | Автолайн-Мытищи                   |
| 197                                  | Медведково                                   | ул. Сукромка — Медведково                                            | ул. Сукромка, ул.Борисовка, ул.Мира, Волковское шоссе, Осташковское шоссе                                             | Автолайн-Мытищи                   |
| 199                                  | Медведково                                   | НИИОХ — Медведково                                                   | Новомытищинский пр-т, ул. Мира, Волковское шоссе, Осташковское шоссе                                                  | Автолайн-Мытищи                   |
| 314                                  | Мытищи, Медведково                           | ст. Мытищи - Медведково                                              | Олимпийский просп., Пироговское шоссе, п. Пироговский, Беляниново, Осташковское шоссе                                 | Домтрансавто                      |
| 314к                                 | Медведково                                   | п. Пироговский (Фабричная ул.) - Медведково                          | п. Пироговский, Беляниново, Осташковское шоссе                                                                        | Домтрансавто                      |
| 333 (обслуживание не осуществляется) | метро "ВДНХ"                                 | метро "ВДНХ" - ТЦ XL                                                 | Проспект Мира, Ярославское шоссе                                                                                      | Автолайн-Мытищи                   |
| 412                                  | Перловская, Медведково                       | пл. Перловская — Медведково                                          | МКАД | Автолайн                          |
| 419 42                               | Мытищи, Медведково                           | ст. Мытищи — Медведково                                              | Новомытищинский пр-т, Лётная ул., ул. Колпакова, Волковское шоссе, Осташковское шоссе                                 | Домтрансавто                      |
| 419 42 2                             | Медведково                                   | НИИОХ — Медведково                                                   | Лётная ул., ул. Колпакова, Волковское шоссе, Осташковское шоссе                                                       | Домтрансавто                      |
| 502 43                               | Медведково                                   | Медведково — Пироговский                                             | Осташковское шоссе, Волковское шоссе, Пироговское шоссе                                                               | Домтрансавто                      |
| 547к                                 | Лось                                         | пл. Лось — мкр. Дружба                                               | ул. Октябрьская, Ярославское шоссе                                                                                    | Автолайн-Мытищи                   |
| 567                                  | Строитель, Мытищи, Бабушкинская              | мкр. Челюскинский — Бабушкинская                                     | ул. Силикатная, ул. Белобородова, Новомытищинский пр-т, ул. Колпакова, Волковское шоссе, Осташковское шоссе           | Автолайн-Мытищи, Трансавтопрестиж |
| 578к                                 | Мытищи, ВДНХ                                 | ст. Мытищи — ВДНХ                                                    | Ул. Ак. Каргина, ул. Попова, Ярославское шоссе, проспект Мира                                                         | Автолайн-Мытищи                   |
| 581                                  | Медведково                                   | РГУТиС — Медведково                                                  | Осташковское шоссе | Домтрансавто                      |
| 1172 48                              | Медведково                                   | ЖК Новое Медведково — Медведково                                     | Осташковское шоссе | Автолайн-Мытищи                   |

## Перспективы
Достаточно давно обсуждается вопрос строительства в Мытищах линии метрополитена. В начале 1990-х гг. на картах метро в вагонах была отображена перспективная станция «Челобитьево» Калужско-Рижской линии, запуск станции планировался в 2005 г. В настоящее время проект станции заброшен и отложен до лучших времён. В 2012 году подготовили площадку для метро, на пересечении ул. Сукромки и ул. Борисовки,  сейчас там остался только немного заросший бетонный пустырь. 
Планируется строительство пятой линии Московских центральных диаметров, которая должна связать Пушкино, Мытищи и Домодедово, пролегая через территорию Москвы, и соединить Ярославское и Павелецкое направления Московской железной дороги. В настоящее время (апрель 2021 г.) ведутся проектные работы, открытие линии планируется в 2024 г, хотя на карте с планами развития метро Москвы к 2027 году МЦД-5 нет. 
В отдалённом будущем возможно строительство участка хордовой линии метрополитена через станцию ВДНХ. 
Кроме этого, от планируемой станции Калужско-Рижской линии планировалось строительство линии скоростного трамвая (или лёгкого метро).